# Bongoville
Bongoville (tidigare Lewaï) är en stad i sydöstra Gabon, 31 km öster om Franceville och 541 km sydost om Libreville, i provinsen Haut-Ogooué. Väster om staden finns Batéképlatån. Staden hade 2 633 invånare (2013).

## Historia
Bongoville fick sina första invånare år 1965 efter en statlig lansering av en politik för omgruppering av landets byar. Ambomo är namnet på den plats där Bongoville byggdes. Egentligen är Bongoville en samling mindre byar nära varandra. Platsens första bebyggelse påbörjades år 1964. 
Bongoville föddes genom en gruppering av byarna Léwaye, Obia 2, Assiami, Ékala samt byarna längs Lekeï-floderna (Lekeï 1, Lekeï 2 och Lekeï 3). Byns utveckling påskyndades av bygget av väg R16 mellan Franceville och Leconi. Enligt kvartersledarna var valet av den nuvarande platsen sammankopplat med myndigheternas vilja att se folk bosätta sig längs med den nya vägen. Det är därför som Bongoville är utsträckt längs med R16. Platsen Ambomo valdes på grund av förekomsten av en slätt (med namn Kabala k'Ambomo) samt förekomsten av flera vattendrag, bland annat Djouori, Agnili, Ekessi och Okila.
Under påtryckning av parlamentsledamoten Philibert Bongo Ayouma blev byn Obia, med Mbamba Casimir som ledare, den första att flytta till Ambobo. Den andra byn blev Lewaye med Antsiabi som ledare. Dessa två upptog den platta södra delen av platsen. Därpå kom kantonsledaren Agnogh’on och ledarna för Lekeï 1 och för Djouori, närmare bestämt Simon Ntsagui och Bernard Kassouagui. De sista som installerade sig var de från Lekeï 2 vars ledare var Jean Ntouka.
För att åstadkomma ett klimat av samförstånd och undvikande av konflikter invånarna emellan bestämdes det att byn skulle döpas om till "Ambobo". 1969 byttes emellertid namnet till Bongoville, vid president Albert-Bernard Bongos besök.
Vid samhällets skapelse fick varje by behålla sitt tidigare system och kvarstod under samma ledare, men samtliga dessa ledare var under kantonsledaren Wanga Agnionghöns myndighet. Den centrala administrationen representerades av Gorra, distriktets underprefekt. Vid den här tiden var Bongo Ayouma departementets parlamentsledamot.
Den 25 april 1973 blev Bongoville en Poste de Contrôle Administratif (PCA). Den 18 december 1975 upphöjdes staden till underprefektur (sous-préfecture). År 1986 skapades departementet Djouori-Agnili och Bongoville blev dess huvudort.
År 1996 blev Bongoville en stadskommun (commune urbaine), vilket betyder en lokal myndighet som är juridisk person och har finansiellt självstyre.
Byarna som bildade Ambobo är numera förvandlade till kvarter. Dock har dessa byar bevarat en traditionell administration, där varje kvarter styrs av en kvartersledare. Denne ledare väljer i sin tur en av sina ättlingar som efterträdare.

## Artikelursprung
Den här artikeln är helt eller delvis baserad på material från franskspråkiga Wikipedia, Bongoville, tidigare version.